# 永安鎮 (瀏陽市)
永安鎮（えいあんちん）は中華人民共和国湖南省長沙市瀏陽市の鎮。

## 行政区画
- 坪頭村
- 永和村
- 水山村
- 礼耕村
- 芦塘村
- 大安村
- 督正村
- 西湖潭村
- 心源社区（2015年、心源社区、建新村が合併して発足。）
- 永安社区
- 永新社区
- 豊裕社区[3]

## 歴史
戦国時代は楚国に属する。
三国の東呉の時、ここは長沙郡管轄に属する。
1694年（清代康熙三十三年）、「永安市」と改称。
1912年、永安郷に設置。
1950年4月、ここは瀏陽県十区管轄に属する。
1958年10月、永安郷、豊裕郷、洞陽郷と合併し、改めて永躍公社が発足。その後改名した永安公社。
1969年4月、永安公社、豊裕公社に分離。
1983年3月、永安郷、豊裕郷に設置。
1995年6月、永安鎮、豊裕郷が合併し、現在の永安鎮が発足。

## 経済

### 名物・特産品
- イノシシ

## 地理
永安鎮は瀏陽市の西部に位置し、北は沙市鎮と、東及び南東は北盛鎮、洞陽鎮と、西は長沙県春華鎮と、南は江背鎮とそれぞれ接している。
- 河川：撈刀河[4]
- ダム湖：鳳形水庫、獅腦水庫、桂花水庫

## 教育
- 永安中学

## 交通

### 道路
- 高速道路：長瀏高速道路
- 省道：開元大道、S103
- 県道：X011